# Венгерская социалистическая партия
Венгерская социалистическая партия (ВСП, венг. Magyar Szocialista Párt, MSZP) — левоцентристская политическая партия социал-демократического и социал-либерального толка, основанная 7 октября 1989 года в результате преобразования Венгерской социалистической рабочей партии.
До 2010 года ВСП являлась одной из двух ведущих политических сил Венгрии наряду с партией Фидес и дважды одерживала победу на парламентских выборах (в 1994 и 2006 годах, также сформировала коалиционное правительство с Альянсом свободных демократов по итогам выборов 2002 года), однако после скандальной речи Ференца Дьюрчаня на съезде ВСП в 2006 году, последовавших за этим массовых беспорядков и падения венгерской экономики, вызванного проведенной социалистами масштабной приватизацией и финансовым кризисом 2007—2008 годов, растеряла большую часть электоральной поддержки и потерпела тяжёлое поражение на очередных парламентских выборах, после чего начала быстро утрачивать политическое влияние.

## История

### Предыстория
В 1880 г. была основана Всеобщая рабочая партия (Általános Munkáspárt), которая была переименована в 1890 г. в Социал-демократическую партию Венгрии (Magyarországi Szociáldemokrata Párt, MSZDP, СДПВ). В 1918 году от СДПВ откололось левое крыло, образовав Коммунистическую партию Венгрии (Kommunisták Magyarországi Pártja, KMP, КПВ). В 1919 году другая левая группа СДПВ и КПВ объединились в Социалистическую партию Венгрии (Magyarországi Szocialista Párt, СПВ), однако через год СПВ распалась, а КПВ была восстановлена. В 1935 году левое крыло СДПВ и КПВ объединились в Социалистическую рабочую партию Венгрии (Magyarországi Szocialista Munkáspárt, MSZMP, СРПВ), которая после разгрома хортистским режимом в 1928 году фактически прекратила своё существование. 
В 1948 году СДПВ и КПВ объединились в Венгерскую партию трудящихся (Magyar Dolgozók Pártja, MDP, ВПТ), которая в 1956 году была переименована в Венгерскую социалистическую рабочую партию (Magyar Szocialista Munkáspárt, MSZMP, ВСРП)

### Реорганизация ВСРП
7 октября 1989 года XIV съезд ВСРП отказался от ленинизма и перешёл на позиции социал-демократии, а сама ВСРП была переименована в Венгерскую социалистическую партию (Magyar Szocialista Párt, MSZP, ВСП). Идеологические основы новой партии сформулировал Имре Пожгаи, известный как сторонник максимальной либерализации режима. Бывшие члены ВСРП не переходили автоматически в новую партию, поэтому из её 700-тысячнного состава только 50 тысяч человек стали членами ВСП за те полгода, что прошли до первых свободных выборов в марте 1990 года.
Ортодоксально-коммунистическое крыло ВСРП оформилось в Рабочую партию (Munkáspárt, ранее Венгерская коммунистическая рабочая партия).

### 1990-е — 2000-е гг.
Пост председателя партии занимали Режё Ньерш (1989—1990), Дьюла Хорн (1990—1998), Ласло Ковач (1998—2004), Иштван Хиллер (2004—2007), Ференц Дюрчань (2007—2009), Ильдико Лендваи (с 2009), Аттила Мештерхази (с 10 июля 2010).
Находясь при власти, ВСП проводила правую экономически неолиберальную политику, включавшую меры экономии (пакет Бокроша) и приватизацию социальной сферы, от своих консервативных оппонентов отличаясь в первую очередь неприятием национализма, но не экономическим курсом.
На парламентских выборах в апреле 2010 года партия потерпела сокрушительное поражение, получив лишь 28 депутатских мест в первом раунде (против 206 у Фидес и ХДНП). Всего по итогам двух туров партия получила 59 мест из 386. Кандидаты партии получили большинство лишь в двух одномандатных округах из 176. ВСП лишь ненамного опередила ультраправую партию «Йоббик».
Значительная часть членов партии в 2011—2013 году ушла из ВСП в новые левоцентристские партии «Демократическая коалиция» (Ференца Дьюрчаня), «Социальный Союз» (Каталин Сили), «Вместе 2014» (Гордона Байнаи). С другой стороны, партию покинули представители её левого крыла, включая Тамаша Крауса.
Количество избранных депутатов
|  |

## Организационная структура
ВСП состоит из региональных ассоциаций (területi szövetség) по одной на округ, региональные ассоциации из местных объединений (Helyi együttműködési társulás) по одному на общину.
Высший орган — съезд (kongresszus), между съездами — правление (választmánya), между заседаниями правления — государственный президиум (országos elnökség), высшее должностное лицо — партийный председатель (párt elnöke), высший контрольный орган — государственный совет по этике и дисциплинарным вопросам (országos etikai és fegyelmi ügyek tanácsa), высший ревизионный орган — центральный комитет по аудиту (központi pénzügyi ellenőrző bizottság).
Молодёжная организация: Societas — левое молодёжное движение (Societas — Baloldali Ifjúsági Mozgalom).